# Adèle (Fotoatelier)

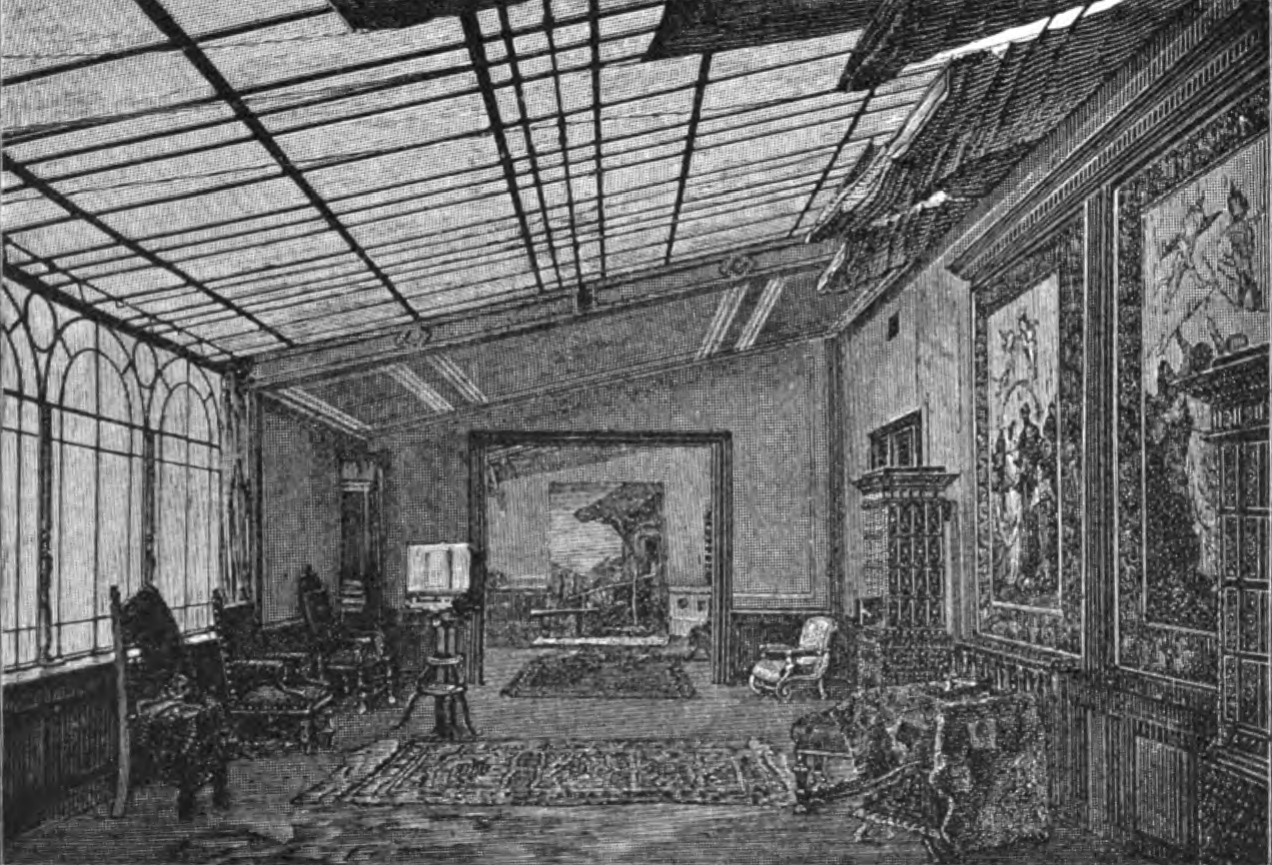
Das Atelier Adèle vor 1898

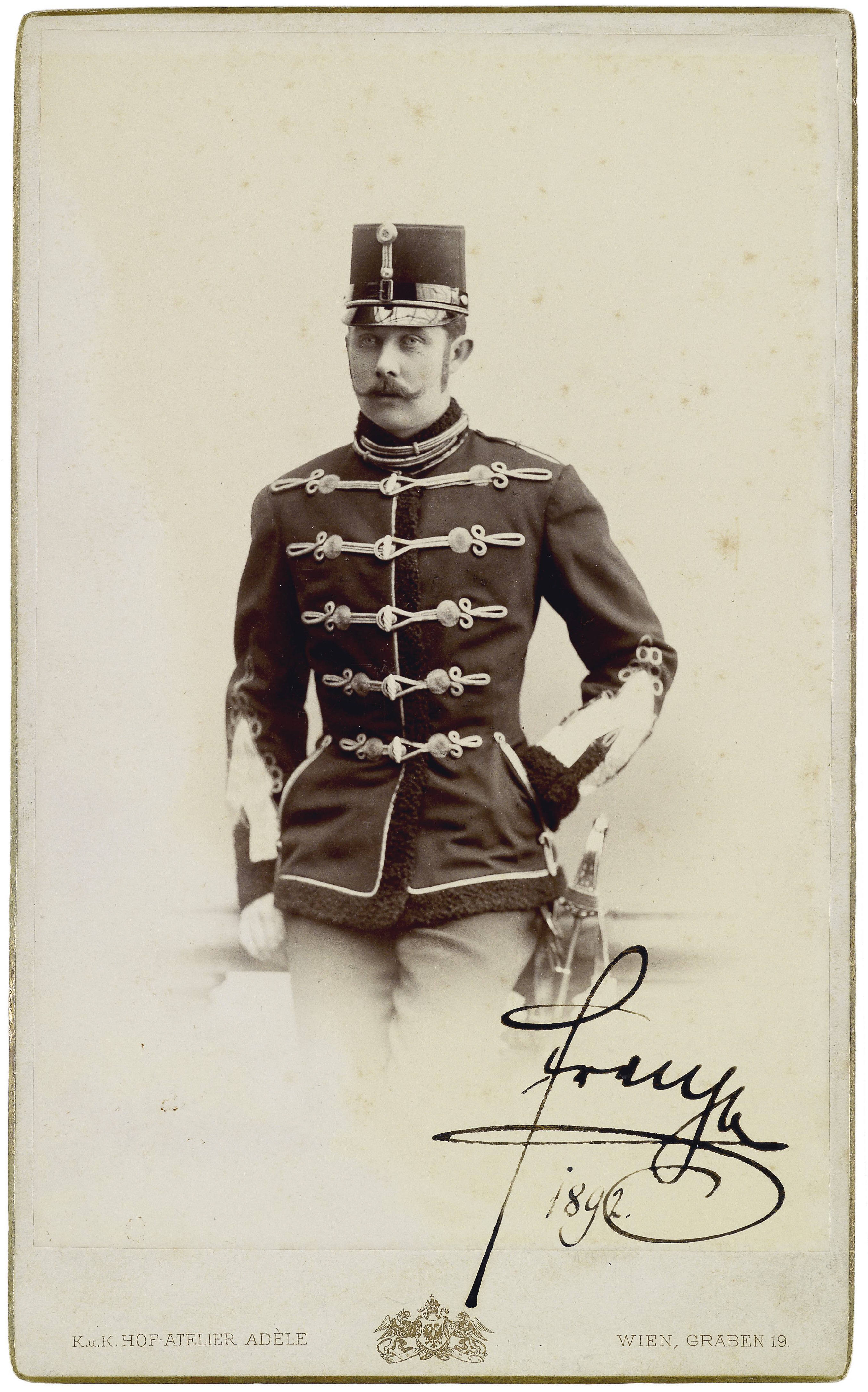
Franz Ferdinand von Österreich-Este 1892

Adèle war der Name eines Fotoateliers in Wien, das für seine Porträtfotos bekannt war.

## Geschichte
Das Atelier wurde von Joseph Perlmutter für seine Kinder Adele, Wilhelm und Max 1862 gegründet. Die Familie stammte aus Galizien. Adele Perlmutter, die Namensgeberin, war ab 1868 Hoffotografin und erhielt zahlreiche Auszeichnungen. Henry Baden Pritchard besuchte das Atelier im Jahr 1882 und schrieb in seinem Buch Studios of Europe, das Atelier Adèle sei „second to none in the Kaiserstadt; whilst we may also remark that in some respects it is the finest studio we have ever visited.“
Das Atelier hatte ab 1862 seinen ersten Standort im neu eröffneten Hôtel de l'Europe, Praterstraße 18 an der Ecke der damaligen Unteren Fischergasse (heute Aspernbrückengasse), wo es, bei 1876 auf Asperngasse 2 wechselnder Gebäudeadresse, bis 1885 ausfindig zu machen ist. Das zweite Atelier befand sich Graben 19 (1874–1938). Außerdem bestanden zeitweise ein Freilichtatelier (1879–1884) im einstigen Tiergarten im Prater, wo man „Photograpie hippique“ betrieb, und Filialen in der Wallfischgasse 9 (1886) und 11 (1887–1900) sowie in Ischl, dem Ort der kaiserlichen Sommerresidenz. Adele Perlmutter zog sich um 1890 aus dem Geschäft zurück. Das Fotoatelier lief aber unter dem Namen „Adèle“ weiter. Ungefähr ab 1890 wurde es von Wilhelm Perlmutter als alleinigem Inhaber geführt. Dieser änderte 1894 seinen Nachnamen in „Förster“ um; sein am 4. Dezember 1879 geborener Sohn Ernst wurde 1908 Mitinhaber. Wilhelm Perlmutter bzw. Förster starb am 14. Februar 1918 im 75. Lebensjahr.
Danach war Ernst Förster der einzige Besitzer des Ateliers, das zeitweise auch unter „Adèle-Förster“ firmierte. Er beteiligte sich 1904 an der Ausstellung der Photographischen Gesellschaft Wien im Österreichischen Museum für Kunst und Industrie, trat 1914 aus der jüdischen Gemeinde aus und emigrierte 1938, dem Jahr des Anschlusses Österreichs an das Deutsche Reich gemeinsam mit seiner Frau Helene in die Tschechoslowakei. 1942 wurde das Paar aus Prag in das als Ghetto bezeichnete Sammellager Theresienstadt deportiert, in dem entsetzliche Lebensbedingungen herrschten und jegliche medizinische Versorgung fehlte. Laut dort ausgestellter Todesfallanzeige starb Ernst Förster am 26. Juli 1943 in Block E IIIa an Lungenentzündung und Blutvergiftung. Seine Frau Hélene Forsterova, geb. Dollar, wurde am 15. Dezember 1943 nach Auschwitz deportiert und dort ermordet.
Die Negativ-Bestände des Ateliers Adèle blieben nach Försters Emigration und während des Zweiten Weltkriegs im Haus Graben 19 in Wien, wo sich das 1938 aufgegebene Fotostudio befunden hatte. Im Sommer 1945 sollten auf Betreiben der Wiener Photographen-Innung diese Negative der ÖNB übergeben werden; offenbar fand diese Übergabe aber dann doch nicht statt.
Ungefähr 50 Aufnahmen des Ateliers Adèle waren schon 1944 ins Bildarchiv der Nationalbibliothek gelangt. Sie wurden aber erst um 1950 bearbeitet und 1953 von Hans Pauer inventarisiert.
2022 beginnen Nachkommen von Wilhelm Perlmutter, persönliche Dokumente und Werkstattarchive auf Instagram zu teilen. „Die Notizbücher von Olga“, einer Schwester von Ernst, erzählt in Form eines Tagebuchs das Leben der Werkstatt zwischen 1890 und 1918. Ernst Förster hatte drei Brüder und zwei Schwestern, von denen einige den Zweiten Weltkrieg überlebten und heute in Frankreich und den USA leben.